# Хартленд-рок
Хартленд рок (Heartland rock) — жанр рок музики. Серед відомих і комерційно успішних виконавців в цьому жанрі — Bruce Springsteen, Боб Сігер, Tom Petty, та John Mellencamp. Жанр характерний простотою музичного виконання і текстів, та переконанням в тому, що рок-музика повинна мати соціальну мету, суспільну спрямованість, а не лише бути розвагою.
Переважно, цей жанр асоціюють з штатами Середнього Заходу та Центральної частини США. Стиль розвинувся в 1970-х роках в результаті музичного злиття південного року, кантрі-року та блюз-року.